# Cottonwood River (biflöde till Dease River)
Cottonwood River är ett vattendrag i Kanada.   Det ligger i provinsen British Columbia, i den centrala delen av landet, 3 800 km väster om huvudstaden Ottawa. Cottonwood River ligger vid sjön Cotton Lake.
Trakten runt Cottonwood River är nära nog obefolkad, med mindre än två invånare per kvadratkilometer.